# Palata Krilović
Palata Krilović je palata u Perastu. Palata je peraškog bratstva (kazade) Krilovića. Stilski pripada baroku.

## Lokacija
Nalazi se u zapadnom dijelu Perasta, u predjelu zvanom Penčići, u trećem redu zgrada uz obalu. Prema moru se ulicom dođe do crkve sv. Marka, niz glavnu ulicu se dolazi do rodne kuće Tripa Kokolje i palate Martinović i do crkve sv. Nikole. Uzbrdo se "veljom" ulicom dođe do ostataka građevina koje su pod zaštitom i sve do Magistrale i tvrđave Sv. Križa.
Palata je u ruševnom stanju.